# Пшедсьвіт (Мазовецьке воєводство)
Пшедсьвіт (пол. Przedświt) — село в Польщі, у гміні Вонсево Островського повіту Мазовецького воєводства.
Населення — 295 осіб (2011).
У 1975-1998 роках село належало до Остроленцького воєводства.

## Демографія
Демографічна структура станом на 31 березня 2011 року:
|          | Загалом | Допрацездатний вік | Працездатний вік | Постпрацездатний вік |
| -------- | ------- | ------------------ | ---------------- | -------------------- |
| Чоловіки | 160     | 30                 | 105              | 25                   |
| Жінки    | 135     | 30                 | 68               | 37                   |
| Разом    | 295     | 60                 | 173              | 62                   |